# Przełęk (przystanek kolejowy)
Przełęk – nieczynny od 2006 roku przystanek kolejowy w miejscowości Przełęk, w województwie opolskim, w powiecie nyskim, w gminie Nysa, w Polsce.